# ماهیچه دوسر رانی
ماهیچه دوسَرِ رانی (انگلیسی: Biceps femoris muscle) در انتهای فوقانی خود دو انتها دارد که یکی از دو انتها روی چسبندگی نشیمنگاهی استخوان بی نام اتصال داشته و سر بلند ماهیچه را به وجود می‌آورد. سرکوتاه ماهیچه از لبه خارجی خط خشن استخوان ران در یک دوم میانی شروع می‌شود. دو قسمت ماهیچه یکی شده و در پایین به سر استخوان نازک‌نی و بخش کوچکی از کندیل خارجی استخوان درشت‌نی چسبندگی پیدا می‌کنند.
این عضله دو مفصلی، مفصل لگن را باز می‌کند (از حالت خمیده) و همچنین پا را خم می‌کند و چرخش خارجی می‌دهد (در وضعیت خمیده).
خاستگاه: سر در آزار برجستگی و رکی، سر کوتاه لبه جانبی خط اسپیرا
پیوندگاه: سر استخوان نازک‌نی
کارکرد: سر دراز به وسیله عصب درشت نی و سر کوتاه به وسیله عصب نازک‌نی

## نگارخانه

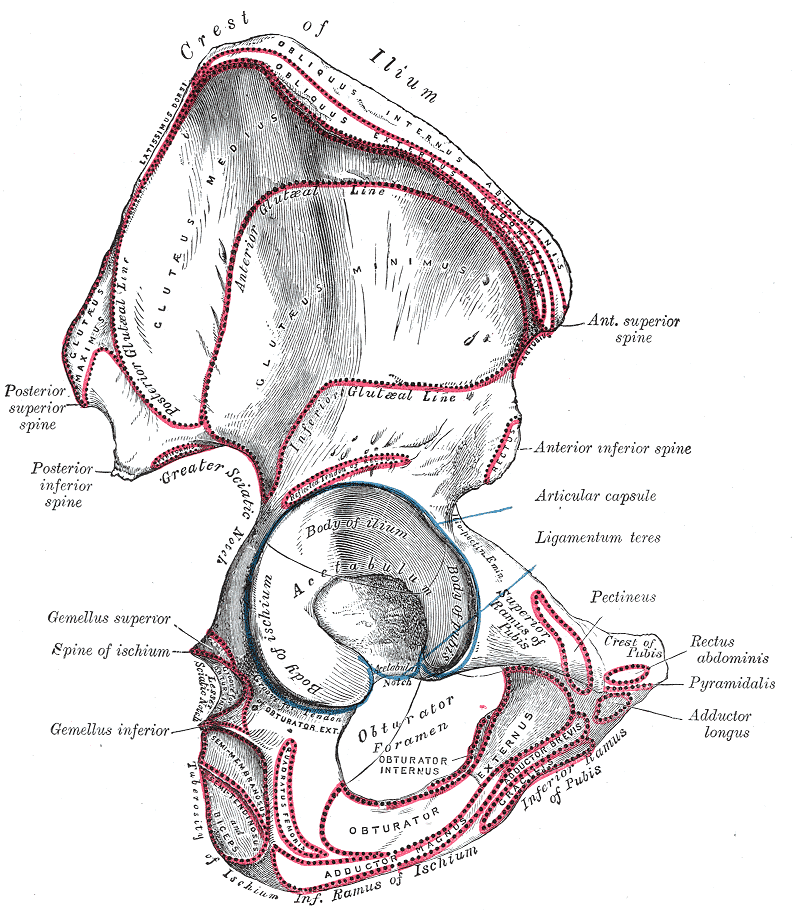
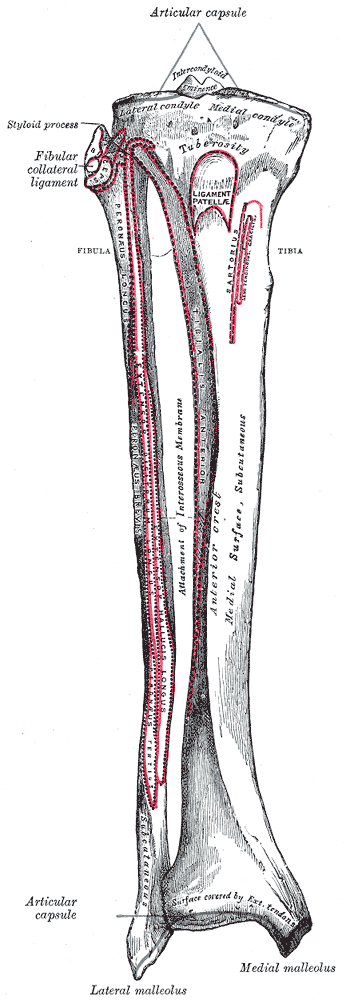
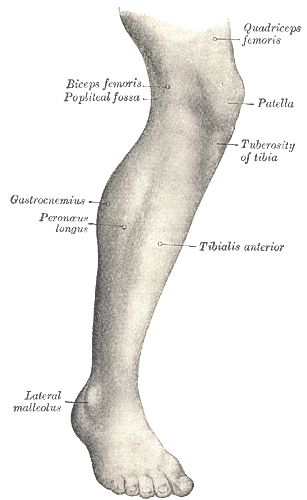
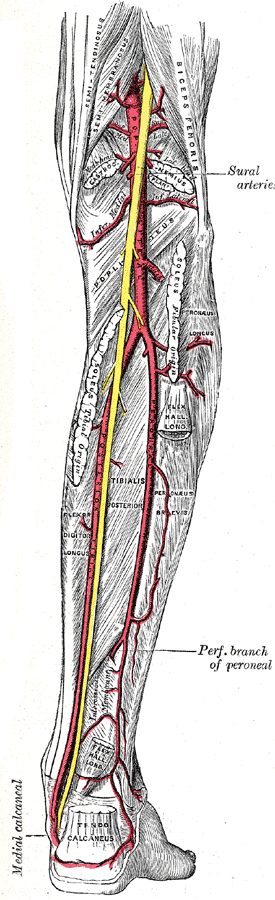
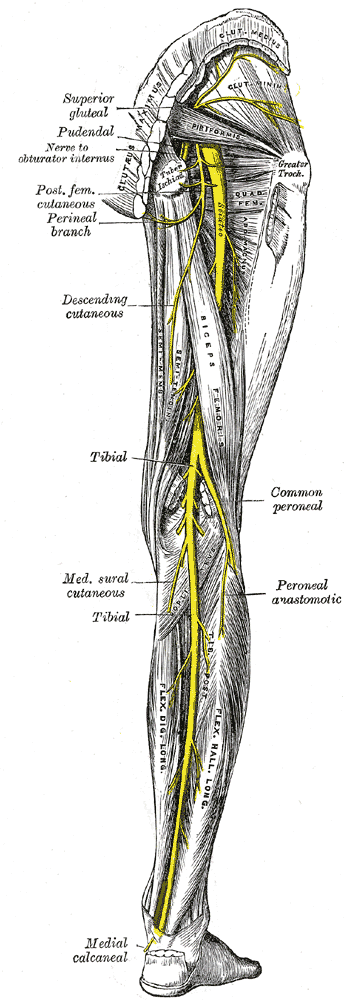
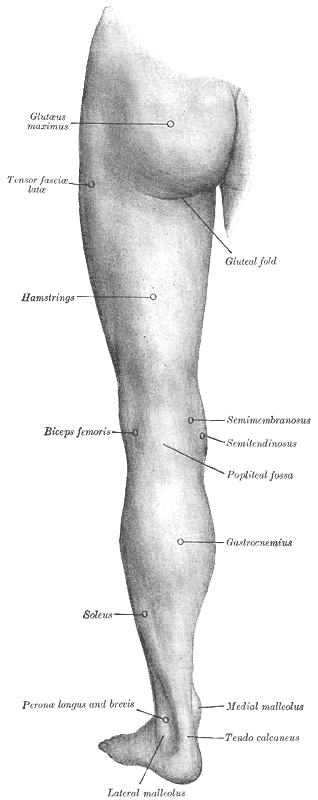
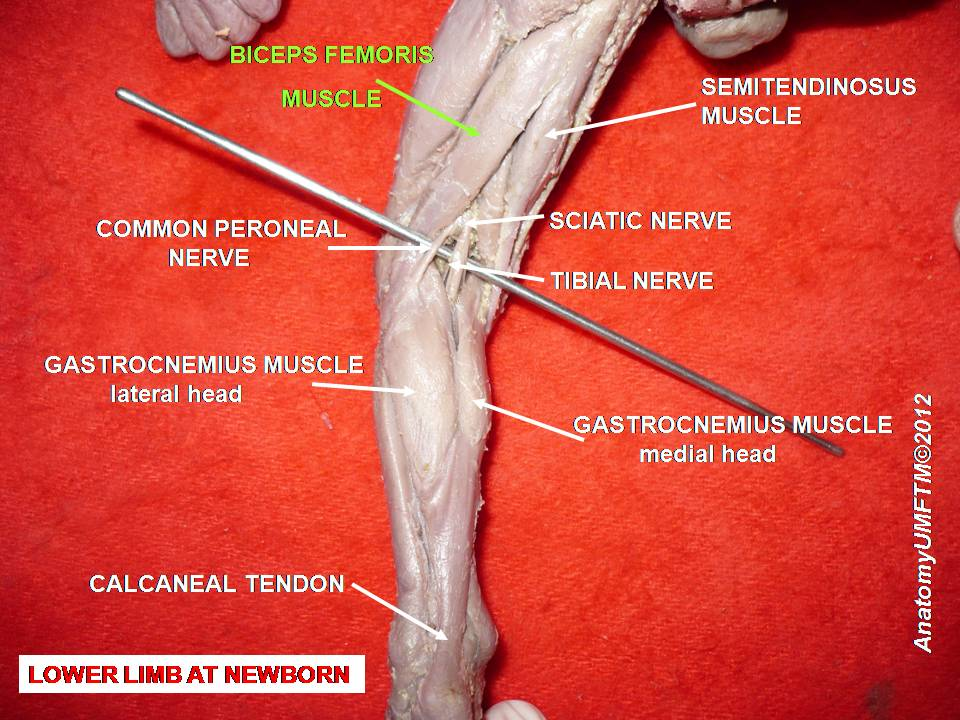